# Hasbara
Hasbara (în ebraică הַסְבָּרָה hasbará, „explicare”) se referă la acțiunile întreprinse în relațiile publice pentru a disemina peste hotare informații pozitive despre Statul Israel și acțiunile sale.
Termenul este folosit de Guvernul Israelului și suporterii săi pentru a descrie eforturile de a explica politicile guvernamentale, de a promova Israelul în fața unei prese ostile și de a contracara ceea ce ei consideră drept încercări de delegitimizare a acestei țări. Hasbara înseamnă „explicare”, dar este și un eufemism pentru propagandă.

## Lexicologie
În timp ce hasbara înseamnă literal „explicare”, introducerea acestui termen în folosința obișnuită este un subiect de dezbatere. Diplomatul israelian Gideon Meir a spus că nu există o traducere „reală, precisă” a cuvântului hasbara în limba engleză sau în orice altă limbă și l-a caracterizat ca însemnând mai degrabă diplomație publică, o acțiune întreprinsă de guvernele din întreaga lume, pe baza importanței crescânde a ceea ce profesorul de la Harvard Joseph Nye a numit soft power. Editorul și publicistul Gary Rosenblatt descrie termenul ca însemnând „pledoarie”. Persoanele implicate în această practică au fost numite hasbariste.
Hasbara a fost descrisă drept „propagandă pro-Israel” și „noul termen prietenos pentru propaganda israeliană”, însă pe când „propaganda se străduiește să sublinieze aspectele pozitive ale unei tabere dintr-un conflict, hasbara caută să explice acțiunile, chiar dacă sunt justificate sau nu”.
Istoricul Giora Goodman consideră că hasbara înseamnă în practică „propagandă”, explicând:
„Termenul „propagandă” a căpătat un sens peiorativ în timpul primei jumătăți a secolului al XX-lea. Din acest motiv, propagandiștii britanici și americani au folosit termenul „informații” pentru a descrie munca lor, iar cuvântul cu rezonanțe pozitive hasbara a fost în general preferat în ebraică. „Propagandă”, ta’amula în ebraică, este rezervat mai ales pentru ceea ce fac oponenții, dar termenul a fost adesea folosit de mișcarea sionistă pentru a portretiza propriile eforturi de a influența audiența de masă.”

## Istoric

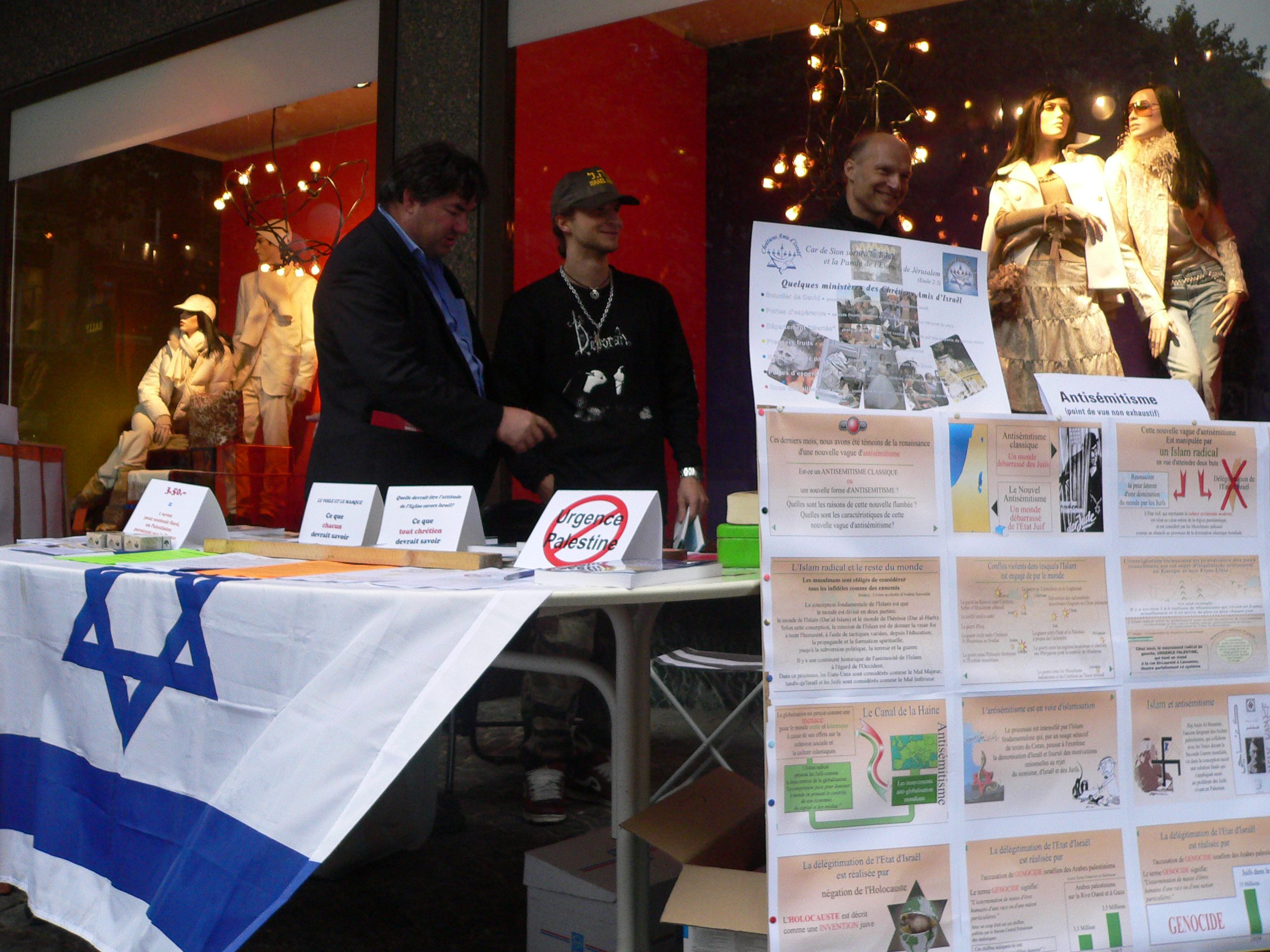
Un exemplu de stand Hasbara.

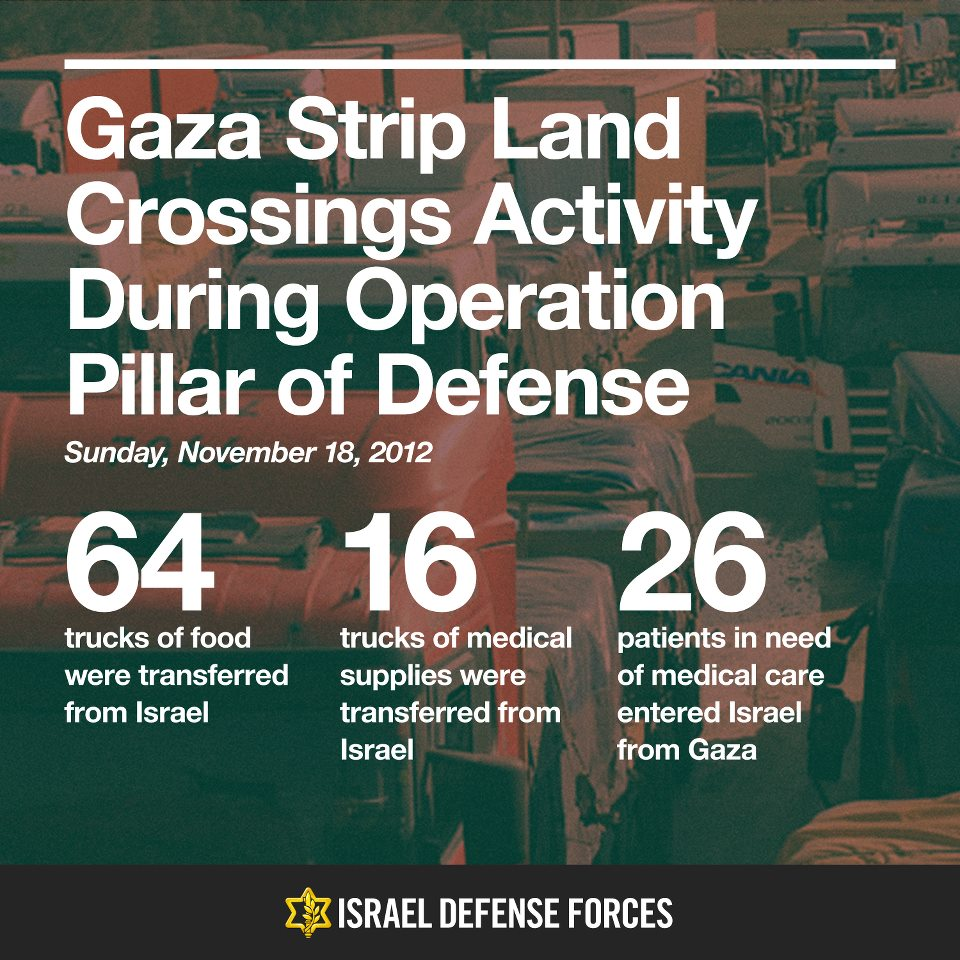
Acțiunile Hasbara folosesc adesea afișe ale armatei israeliene.

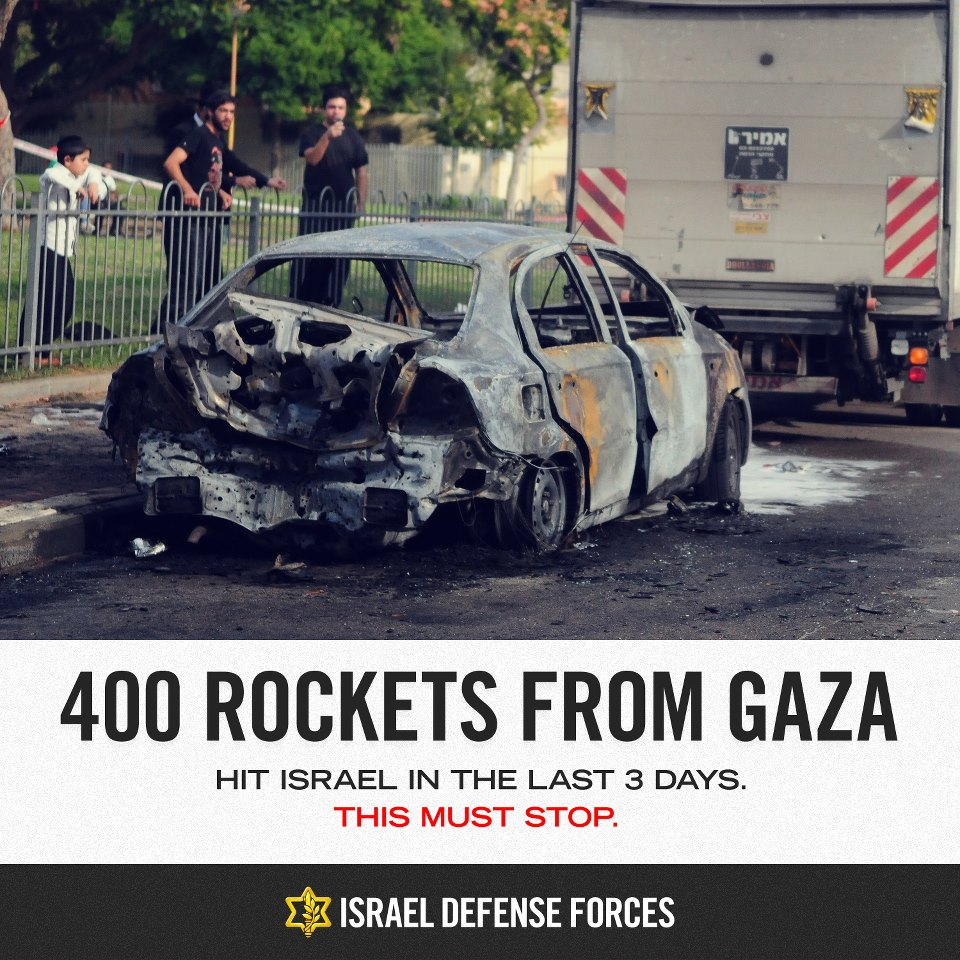
Un exemplu de afiș Hasbara.

Primele mențiuni ale termenului hasbara în presa tipărită de limbă engleză datează de la sfârșitul anilor 1970 și descriu hasbara drept „construirea unei imagini peste ocean”. Conform The Washington Post, această acțiune „este numită hasbara când scopul este să remodeleze opinia publică peste hotare”. La începutul anilor 1980, hasbara a fost definită „o campanie de relații publice”, în timp ce Newsweek a descris-o drept „explicare”. În 1986, The New York Times reporta că la sfârșitul anilor 1970 a fost inițiat un program de „comunicare a obiectivelor de apărare”, iar în 1984 a fost declanșat așa-numitul „Proiect Hasbara”. Carl Spielvogel, președinte al Backer & Spielvogel, a călătorit în Israel pentru a consilia guvernul cum să-și comunice obiectivele de apărare. Călătoria a dus la „Proiectul Hasbara”, un program de stagiu înființat pentru „antrenarea în comunicații a ofițerilor serviciului extern de informații prin plasarea lor în companii americane”.
Battleground: Fact and Fantasy in Palestine (în română Câmp de bătălie: fapte și ficțiune în Palestina), cartea lui Shmuel Katz publicată în 1973, a fost descrisă ca „o sursă enciclopedică pentru cei implicați în efortul hasbara (relații publice) israelian”. În 1977, prim-ministrul israelian Menachem Begin l-a numit pe Katz „Consilier al Prim-Ministrului pentru Informații în Străinătate”.
În mai 1992, The Jerusalem Post consemna că liderii evreimii din Statele Unite aproape că nu au reacționat la știrea că departamentul hasbara din Ministerul Israelian de Externe va fi eliminat, ca parte a unei reorganizări a ministerului. Malcolm Hoenlein nota că existaseră de ceva vreme discuții privind raționalizarea funcțiilor hasbara ale ministerului. El a mai spus că prin cumularea funcțiilor departamentului hasbara cu cele ale departamentului de presă nu se aduce nici o atingere priorității pe care guvernul Likud o atribuie hasbara peste hotare. Abraham Foxman a reacționat în mod similar, declarând că nu este „nici încurcat, nici deranjat”, și a notat că propagarea hasbara a fost mereu responsabilitatea oricărui funcționar al Ministerului de Externe, în special a celor care lucrează în străinătate; dacă eliminând un departament înseamnă că toată lumea își va asuma o mai mare răspundere în efortul personal de a distribui hasbara, atunci el este complet în favoarea acestui lucru. La acea vreme s-a mai consemnat că personalul din departamentele hasbara din străinătate va fi atașat departamentelor de presă, acolo unde aparține de drept cea mai mare parte din munca efectuată de oficialii hasbara. Foxman a explicat că eforturile Israelului de a răspândi hasbara peste hotare se va concentra pe comunicarea media.
În 2001, Shmuel Katz a publicat o retrospectivă a acțiunilor hasbara israeliene și a spus că sarcina relațiilor publice ale Israelului „nu trebuie să fie abordată prin declarații ocazionale inopinate, ci printr-un departament aparte permanent din cadrul guvernului.” Ariel Sharon, prim-ministrul de la acea vreme, a intensificat acțiunile hasbara, dar nu a creat un minister în cadrul cabinetului pentru acest scop.
Tot în 2001, Ministerul Israelian al Afacerilor Externe, brațul diplomatic al guvernului israelian, a fost unul din co-sponsorii activităților Hasbara Fellowships ale Aish HaTorah. Agenția Evreiască pentru Israel, Departamentul pentru Educație Sionistă Evreiască, operează o campanie denumită „Hasbara, pledoarie israeliană, ghidul dumneavoastră pentru conflictul din Orientul Mijlociu”. În mai 2007, Hasbara Fellowships a afirmat faptul că „Wikipedia nu este o sursă obiectivă, ci mai degrabă o enciclopedie online pe care oricine o poate modifica. Rezultatul este un website în mare parte controlat de 'intelectuali' care caută să rescrie istoria conflictului arabo-israelian. Acești autori au rescris sistematic, dar subtil, pasaje cheie din mii de articole de pe Wikipedia pentru a pune Israelul într-o lumină negativă. Ai ocazia să oprești acest curent periculos! Dacă ești interesat să te alături unei echipe de Wikipediști pentru a te asigura că Israelul este prezentat corect și precis, te rugăm să contactezi directorul [nostru]”. O campanie similară de susținere publică pe Wikipedia a fost lansată ulterior de Comitetul pentru Acuratețe în Relatările din America despre Orientul Mijlociu în mai 2008; cinci editori implicați în campanie au fost sancționați de administratorii Wikipedia, care au scris că natura deschisă a Wikipedia „este fundamental incompatibilă cu crearea unei grupări private care să coordoneze modificările în mod clandestin”.
În 2002, biroul Controlorului de Stat al Israelului a publicat un raport critic la adresa activităților de relații publice ale Israelului. Printre constatări, Controlorul a menționat „o lipsă a unei concepții generale și obiective a relațiilor publice strategice” și lipsa coordonării între diferitele organizații. Nivelul de finanțare este considerat modest; Ministerul Afacerilor Externe cheltuia circa 8,6 milioane $ pe aceste activități în 2002, iar Oficiul de Presă al Guvernului primise de la buget doar 100.000 $.
În 2008, Yarden Vatikay a fost desemnat să coordoneze politicile de media naționale și internaționale ale Israelului.
În 2009, Ministerul Israelian al Afacerilor Externe a organizat voluntari care să posteze comentarii pro-israeliene pe site-urile web de știri. În iulie 2009 s-a anunțat că Ministerul Afacerilor Externe va alcătui o echipă „de război pe internet” pentru a răspândi mesaje pro-israeliene pe diverse site-uri, cu un buget de 600.000 de șekeli (circa 150.000 $).
Un raport din 2010, realizat de Institutul Reut pentru cabinetul israelian și citat de ziarul Haaretz, exemplifica ideea israeliană că acțiunile hasbara sunt necesare pentru a răspunde la ceea ce  raportul descria drept o „rețea de delegitimizare” difuză alcătuită din activiști anti-Israel. Conform Haaretz, „activiștii rețelei — 'delegitimitatori', cum îi numește raportul — sunt relativ marginali: tineri, anarhiști, emigranți și activiști politici radicali”. Ziarul mai cita raportul care afirma că rețeaua promova activitățile pro-palestiniene din Europa ca „trendy” și chema serviciile de informații israeliene să o monitorizeze, iar cabinetul israelian să trateze rețeaua ca pe o amenințare strategică. Raportul concludea că Israelul nu e pregătit să facă față amenințării reprezentate de această rețea difuză și că o contra-acțiune trebuie întreprinsă în mod viguros.
Avocatul hasbara Neil Lazarus a declarat că e deja pregătită ceea ce el a numit „o Hasbara 2.0 de bază, cu buget redus”, și a lăudat saiturile web care țin evidența a ceea ce suporterii Israelului consideră drept conținut mass-media părtinitor față de Israel, saituri care promovează campanii pe e-mail în sprijinul Israelului. El observa că „hasbara israeliană pare să devină mai dinamică, pe măsură ce diaspora își asumă responsabilitatea”, și că „inclusiv școlile și programele MASA au fost cooptate pentru această sarcină”.

## Metode
Consiliul de Informații al Cetățenilor din Israel (CICI) a anunțat că scopul lui este „să sprijine efortul de explicare al vieții israelienilor din punctul de vedere al cetățeanului israelian obișnuit. În acest sens, CICI înscrie israelieni de toate vârstele să participe la diversele sale proiecte ... Una din activitățile noastre majore este producerea unor prezentări Powerpoint speciale pe care le postăm pe saitul nostru. Aceste prezentări analizează aspecte specifice și situații legate de Israel și de Orientul Mijlociu”.
Unii experți hasbara au studiat metodele folosite de activiștii palestinieni și oferă sfaturi privind modul de a răspunde. Descrierea demonstranților ca „tineri”, spre exemplu, creează o impresie diferită față de numirea lor drept „copii”. Ei atrag atenția asupra diferențelor subtile de înțeles între cuvinte precum „demonstrație” și „revoltă”, „organizație teroristă” și „organizație politică palestiniană”. Experții hasbara sugerează să fie evitate insultele și expresiile de superioritate.
Edward Said a scris că metodele hasbara folosite în timpul celei de-a doua Intifade includeau prânzuri și excursii gratuite pentru jurnaliștii influenți; seminare pentru studenții universităților evreiești; invitații pentru congresmeni; pamflete și donații de bani pentru campaniile electorale; indicații date fotografilor despre ce să pozeze și scriitorilor despre ce să scrie; lecturi și concerte din partea unor israelieni cunoscuți; referințe frecvente la Holocaust; reclame în ziare atacându-i pe arabi și lăudând Israelul.
Ministerul Israelian al Afacerilor Externe a instituit noi metode de pregătire privind folosirea corespunzătoare a rețelelor de socializare în strategia sa hasbara. Au existat numeroase situații în care tweet-uri sau postări nepotrivite sau jenante ale ambasadelor israeliene, în special în Irlanda, sub conducerea lui Boaz Moda'i, au atras condamnarea internațională. Ca răspuns la astfel de incidente, Ministerul Israelian al Afacerilor Externe a actualizat liniile de urmat pe rețelele de socializare pentru reprezentanții guvernului Israelian din lumea întreagă, astfel încât „doctrina de luptă” a ghidului media să includă și un capitol de „așa da și așa nu”.